# Relacions entre Corea del Nord i Corea del Sud
Les relacions entre Corea del Nord i Corea del Sud són les relacions diplomàtiques establertes entre la República Democràtica Popular de Corea i la República de Corea. Aquestes relacions estan Aquestes relacions són bastant tèrboles, i des de la partició de Corea s'han produït diversos incidents entre ambdós països. Corea del Nord i Corea del Sud viuen en estat de tensió de la Guerra de Corea, conflicte ocorregut en el context de la Guerra Freda.
En l'actualitat, Corea del Sud i Corea del Nord reclamen la seva sobirania sobre tota la península coreana i les seves illes adjacents. Després de les hostilitats que es van presentar durant la Guerra de Corea (1950 - 1953), les dues Corees va signar un armistici, però mai van arribar a un acord per signar la pau El 4 d'octubre del 2007, Roh Moo-hyun i el líder nord-coreà Kim Jong Il signaren un acord amb vuit punts sobre temes de pau permanent, converses d'alt nivell, la cooperació econòmica, la renovació dels serveis aeris, ferroviaris i carreteres, a més de formar una sola delegació olímpica.
Malgrat els esforços de solidaritat i reconciliació política, el progrés es va veure complicat per les proves de míssils de Corea del Nord, el 1998, 2003, 2006 i 2009. A principis de 2009, les relacions entre els dos països eren tenses; es va informar que els nord-coreans van llançar diversos míssils, la qual cosa trencava els acords previs. A tot això cal afegir que Corea del Nord va amenaçar Corea del Sud i Estats Units perquè no interferissin en el procés de llançament d'un satèl·lit que havia planejat.
Després de diversos conflictes i malentesos i un naufragi (enfonsament) d'un vaixell sud-coreà al març del 2010, el "clima" entre els dos països va arribar a ser tens. Tot i la intervenció d'altres països i organitzacions internacionals, ambdues Corees estaven llestes per a la guerra. A hores d'ara, les dues Corees, el nord Sud segueixen tècnicament en guerra i comparteixen la frontera més fortificada del món.

## Història

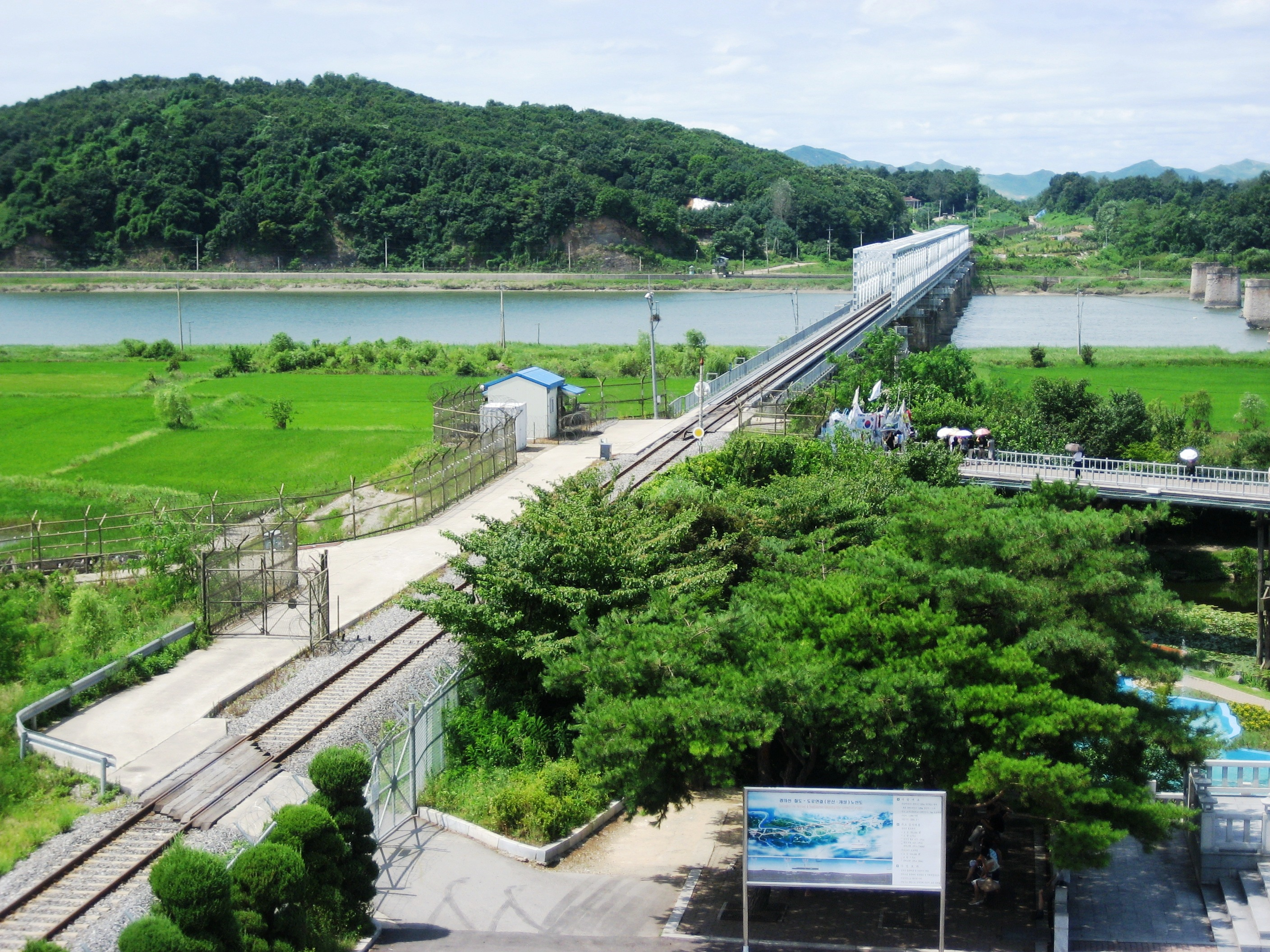
Imatge de la Zona desmilitaritzada de Corea, la frontera més custodiada del món.

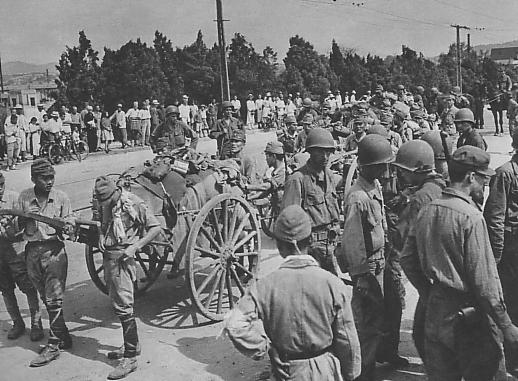
Retirada de les tropes japoneses de Corea, el 1945

### Divisió de la Península
Després de la derrota de l'Imperi del Japó a la Segona Guerra Mundial, i el consegüent final de l'ocupació japonesa de Corea, la península de Corea va ser ocupada per la Unió Soviètica al nord i pels Estats Units, al sud. La línia de demarcació entre els dos es defineix com el Paral·lel 38° nord.
LA Història de Corea del Sud comença amb la divisió de la península coreana el 1945. S'establí un govern civil el 1948, inici de la Primera República de Corea del Sud. Syngman Rhee es converteix en el primer president.
Corea del Nord es va proclamar l'11 de setembre de 1948, sota la supervisió de les forces d'ocupació soviètiques. Els soviètics volien al poder els comunistes coreans, que va passar els anys de la guerra a la Unió Soviètica, en comptes del Partit dels Treballadors de Corea. Kim Il-sung és nomenat cap del Comitè Popular de Corea del Nord al febrer de 1946. Kim va esdevenir primer ministre, un càrrec que va ocupar fins al 1972, abans d'esdevenir president.

### Guerra de Corea
Els enfrontaments entre les forces armades i els serveis d'intel·ligència de Corea del Nord i Corea del Sud durant les operacions d'espionatge, incursions de comandos, terrorisme d'Estat, així com per les àrees de pesca que han tingut lloc des de la fi de les operacions militars a Corea, han causat centenars de víctimes civils i militars; tots dos Estats es troben jurídicament en guerra, donat que no s'ha signat cap tractat de pau per les dues parts arran de l'armistici de 1953.

## Incidents armats i terrorisme
Del 1962 al 1968, el règim de Corea del Nord creu que el Sud es revoltaria contra si mateix. Per accelerar l'aparició del "moment decisiu", va enviar al sud agents subversius i els equips de guerrillers que van ser neutralitzats ràpidament de vegades amb grans pèrdues en ambdós bàndols. Es van cometre diversos atacs contra membres del Govern del Sud fins a la dècada del 1980, incloent dos contra el president Park Chung-hee.
Els anys rècord d'infiltracions van ser 1967 i 1968 amb 743 agents armats detectats sobre els 3.693 infiltrats conegut entre 1954 i 1992.
El 21 de gener de 1968, un atac a la residència presidencial per un comando de forces especials del Nord de 31 homes se salda amb 28 morts i un presoner del bàndol nord-coreà, 68 morts civils i militars i 66 ferits en el bàndol de Corea del Sud, i tres soldats estatunidencs morts i tres ferits.
L'octubre de 1968, són 130 comandos de Corea del Nord els que arriben per mar per intentar una incursió a la costa est de Corea del Sud; 110 van ser abatuts i set van ser capturats.
El 9 de novembre 1983, un atemptat a Yangon contra el president de Corea del Sud Chun Doo-hwan al Mausoleu dels Màrtirs, prop de la Pagada de Shwedagon, causa 17 morts en el seu entorn, inclosos quatre ministres
El novembre de 1987, un Boeing 707 de Korean Air Lines que cobria la ruta entre Bagdad i Seül, en diverses etapes, el Vol 858 de Korean Air Lines, esclata en ple vol i mata 115 persones; la bomba havia estat col·locada per dos agents nord-coreans, el primer dels quals es va suïcidar i la segona, una dona, Kim Hyun-Hee va confessar de manera voluntària confessar fou sentenciada a mort el 25 d'abril de 1989 pel Tribunal de Districte de Seül per l'acte i finalment fou indultada per Roh Tae-woo.
Després de la guerra de Corea o durant el període de la Guerra Freda, un total de 3.795 sud-coreans, majoritàriament pescadors, van ser segrestats per Corea del Nord. Posteriorment, mercès a les negociacions amb el Govern de Corea del Sud i els esforços d'intermediació de la delegació coreana de la Creu Roja, 3.309 persones van retornar a Corea del Sud. Un total de 480 sud-coreans segrestats romanien a Corea del Nord en contra de la seva voluntat el 2007
L'abril del 2010, dos oficials de la intel·ligència militar de Corea del Nord van ser detinguts quan la seva missió era assassinar Hwang Jang-yop, un alt responsable de Corea del Nord que havia desertat el 1997.
Hi ha hagut diversos incidents, que van des de simples incident fronterers a la batalla naval, passant per la infiltració per via marítima d'agents de Corea del Nord en el context del que podria anomenar-se la guerra del cranc.

### Incidents de Yeonpyeong

Localització de Yeonpyeong (núm. 3)

Hi va haver dos enfrontaments entre les forces navals de Corea del Nord i Corea del Sud prop de l'illa sud-coreana de Yeonpyeong, el 1999 i 2002; l'objecte del conflicte és l'accés a la zona de pesca perifèrica a l'illa teòricament reservada a vaixells de Corea del Sud. Els dies 9 i 15 de juny del 1999, els tirotejos van causar trenta morts al bàndol de Corea del Nord, especialment després que fos enfonsat un vaixell torpediner nord-coreà. El 19 de juny del 2002, un nou incident feu de quaranta víctimes a banda i banda; un vaixell de patrulla de Corea del Sud va ser enfonsat.

### Incident naval de novembre 2009
El 10 de novembre del 2009 va tenir lloc un incident naval entre Corea del Nord i Corea del Sud quan un vaixell de Corea del Nord va travessar la frontera marítima que separa les dues Corees (la Línia Límit del Nord) mentre perseguia un arrossegador xinès que pescava il·legalment cranc al Mar Groc, prop de l'illa de Daecheong. La flota de Corea del Sud va obrir foc contra el vaixell de Corea del Nord, que va respondre immediatament. Es van disparar 50 trets per part de Corea del Nord, i 200 per cantó sud-coreà No hi hauria hagut cap pèrdua pel cantó sud-coreà i el vaixell nord-corea del vaixell, molt deteriorat, hauria fet mitja volta; fonts de Corea del Sud informaren d'un mort i tres ferits al cantó nord-coreà
En la versió oficial nord-coreana, el vaixell nord-coreà (probablement un patruller classe Shanghai-II de fabricació xinesa) fou el blanc de diversos vaixells sud-coreans durant una missió per identificar l'autor d'una intrusió en aigües territorials de Corea del Nord territorials; hauria derrotat els atacants. Aquest incident va agreujar les relacions entre les dues Corees: Corea del Nord va presentar una sol·licitud de disculpa que no va ser seguida per Corea del Sud>; un despatx de 12 novembre 2009 de l'agència de notícies de Corea del Nord titulava: "Corea del Sud pagarà un alt preu per la seva provocació armada"
Arran d'aquest incident naval, el portaveu estatunidenc de la Casa Blanca, Robert Gibbs, va llançar un advertiment a Corea del Nord contra qualsevol intervenció posterior d'aquest tipus al Mar Groc, sense, tanmateix, imputar als nord-coreans la responsabilitat per l'incident i el Departament d'Estat dels Estats Units, per la seva part, es va negar a fer cap mena de comentari en un primer moment Abans de convidar a Corea del Nord a abandonar "els discursos guerrers" i "accions provocadores" Molts observadors han assenyalat que l'incident de Daecheong va ocórrer poques setmanes abans de la visita a Corea del Nord de Stephen Bosworth, representant especial del Departament d'Estat dels EUA a Corea del Nord des de febrer de 2009

### Bombardeig de Yeonpyeong
El 23 novembre del 2010 a les 14:34 (hora local), Corea del Nord va bombardejar l'illa de Yeonpyeong, amb el resultat de dos morts i 15 ferits entre les forces armades de Corea del Sud i dos morts i dos civils ferits A més, una dotzena de vaixells van ser destruïts. El president Lee Myung-bak va reunir el seu estat major Aquest bombardeig va tenir lloc com a protesta per unes maniobres militars en curs al llarg de l'illa.

## Diàleg
El diàleg, iniciat el 1972, es va aprofundir des del 2000, després d'una visita a Pyongyang del president sud-coreà, Kim Dae-jung i l'adopció conjunta d'aquest últim i el seu homòleg de Corea del Nord Kim Jong-il, de la declaració conjunta del 15 de juny de 2000 que constitueix la pedra angular de les relacions entre Pyongyang i Seül. Una segona cimera intercoreana entre el líder del Nord Kim Jong-il i el president sud-coreà, Roh, prevista originalment a Pyongyang del 28 al 30 agost 2007 es va ajornar del 2 al 4 d'octubre després que les més greus inundacions Corea del Nord dels darrers quaranta anys causessin 600 morts o desapareguts i afectessin 1.000.000 de persones Al final de la segona cimera intercoreana celebrada a Pyongyang els dies 2 a 4 octubre de 2007, el líder de Corea del Nord Kim Jong-il i el seu homòleg de Corea del Sud Roh Moo-hyun van signar un document conjunt en què es comprometen a promoure la pau i la prosperitat econòmica a la Península
Després de 1987, la caiguda del règim militar a Corea del Sud i la consegüent democratització van propiciar un canvi en la posició de Seül. El 1991, les dues Corees van ser admeses conjuntament a les Nacions Unides, amb la qual cosa es posava fi a la versió coreana de la doctrina alemanya anomenada Doctrina Hallstein, segons la qual els Estats estrangers han d'optar per reconèixer i establir relacions amb una o altra de les dues Alemanyes.
Als Jocs Olímpics d'Estiu de 2000 i del 2004 els dos països van desfilar junts a la cerimònia d'obertura, els atletes portaven la mateixa roba, sota una bandera que representava la península en blanc sobre fons blau. Es va parlar de formar una delegació conjunta als Jocs Olímpics de Beijing 2008, però el projecte finalment no va reeixir, a falta d'acord entre les dues delegacions i, per tant, fou rebutjat.
El 30 de març del 2013, Corea del Nord va anunciar la seva decisió d'entrar en conflicte amb Corea del Sud i va afegir que hi podria haver represàlies contra els Estats Units si s'hi interposaven]

## Posició diplomàtica
En el context d'una Corea unificada, les autoritats de Corea del Sud han optat per privilegiar la via d'un acostament econòmic i cultural progressiu entre les dues Corees per reduir les disparitats econòmiques, més importants entre les dues Corees que entre les dues Alemanyes el 1989. Aquesta « sunshine policy » (« política del sol brillant ») es va comparar amb l'Ostpolitik de Willy Brandt.

### Organització de Desenvolupament d'Energia de Corea
En aquest context, complicat per la crisi nuclear a Corea del Nord, que el govern de Corea del Sud va tractar de resoldre pacíficament a través de l'Organització de Desenvolupament d'Energia de Corea entre 1994 i 2006, el govern sud-coreà es va abstenir de votar, el 2005, una resolució de l'ONU que condemnava els atacs als drets humans a Corea del Nord.
Corea del Sud s'ha convertit, després de la Xina, en el segon soci comercial de Corea del Nord; el volum comercial anual depassa ja els mil milions de dòlars (vegeu l'article Economia de Corea del Nord). Al nord de la línia de demarcació, la zona industrial de Kaesong acull, des del juny del 2003, empreses sud-coreanes que utilitzen mà d'obra de Corea del Nord (més barata).
A més de les reunions entre famílies separades, els intercanvis humans es desenvolupen: el 2005, un milió de sud-coreans havien visitat el Kumgangsan des de l'obertura d'aquestes muntanyes sagrades al turisme de Corea del Sud en el context d'una associació negociada directament entre els dirigents de Corea del Nord i el grup Hyundai, que gestiona el lloc. El 27 de febrer del 2006, centenars de famílies coreanes separades també van ser capaços de parlar per videoconferència.
Amb l'crisi de les proves nuclears del Nord, en novembre del 2008, Corea del Nord anuncia que tanca els seus complexos industrials i turístics, així com els enllaços ferroviaris amb el Sud.
A principis de setembre de 2009, les relacions amb Corea del Sud es tensen de nou a causa de vessaments des del nord d'uns 40 milions de tones d'aigua al llit del riu Lmjin, un fet que va causar inundacions al sud i víctimes.

## Percepció a Corea del Sud
A Corea del Sud, el partit d'oposició de dreta del Partit Saenuri critica els intercanvis que vol aprofundir el president Roh Moo-hyun i el seu Partit Uri com a concessions sense compensació suficient per part de Pyongyang; tanmateix, els conservadors sud-coreans segueixen resistint-se al canvi de règim a Pyongyang. A més, en vista d'un possible èxit en les eleccions presidencials de desembre de 2007, el Partit Saneuri va canviar, a principis de juliol de 2007, l'orientació de la seva política cap a Corea del Nord: el Partit Saneuri va recuperar el principi d'una acostament gradual amb Corea del Nord, basat en el desenvolupament del comerç entre les dues Corees, tot assenyalant la necessitat, segons ell, que Pyongyang abandoni el seu programa d'armament nuclear militar
El Partit Democràtic del Treball de Corea, tercer partit sud-coreà (a l'esquerra del Partit Uri) dona suport a la "política del sol brillant". De fet, més del 60% dels sud-coreans aproven l'orientació de la política de la "política del sol brillant", segons una enquesta duta a terme l'agost del 2003

## Percepció de les poblacions
Al final de la seva de testimoniatges de refugiats nord-coreans, Evadés de Corée du Nord, Juliette Morillot i Dorian Malovic assenyalen les seves dificultats d'integració tenint en compte llur percepció del llurs compatriotes sud-coreans.
Malgrat un important suport material, la major part dels més de 13.000 refugiats a Corea del Sud el 2008 (dos terços dels quals van arribar des del 2002, segons les estadístiques sud-coreanes) tenen dificultats reals per integrar-se socialment, estigmatitzats per clixés de menyspreu que estaven vehiculats per règim militar que estava encara al poder a Seül a principis dels anys 80. Molts dels nord-coreans que viuen a Corea del Sud se segueixen considerant, d'altra banda, com a nord-coreans.
Segons aquests mateixos testimoniatges, els sud-coreans veuen amb vergonya i llàstima llurs compatriotes del Nord, que són percebuts com a més pobres i menys educats.
Algunes diferències lingüístiques separen els coreans del nord i del sud: diferències d'accent, introducció de nombrosos mots d'origen anglès en el dialecte de Seül parlat al sud, utilització del hangul, però també de caràcters xinesos a Corea del Sud.